# Igup
Igup är en ö i Mikronesiens federerade stater (USA).   Den ligger i kommunen Fananu Municipality och delstaten Chuuk, i den västra delen av landet, 700 km väster om huvudstaden Palikir. Arean är 0,45 kvadratkilometer.
Terrängen på Igup är mycket platt. Öns högsta punkt är 17 meter över havet. Den sträcker sig 0,8 kilometer i nord-sydlig riktning, och 1,1 kilometer i öst-västlig riktning.
Tropiskt regnskogsklimat råder i trakten. Årsmedeltemperaturen i trakten är 24 °C. Den varmaste månaden är juli, då medeltemperaturen är 26 °C, och den kallaste är februari, med 22 °C. Genomsnittlig årsnederbörd är 2 908 millimeter. Den regnigaste månaden är september, med i genomsnitt 401 mm nederbörd, och den torraste är januari, med 72 mm nederbörd.